# Popovac (Čelinac, BiH)
Popovac je naseljeno mjesto u sastavu općine Čelinac, Republika Srpska, BiH.

## Stanovništvo
| Popovac            |              |
| godina popisa      | 1991.        |
| Srbi               | 303 (99,02%) |
| Hrvati             | 0            |
| Muslimani          | 0            |
| Jugoslaveni        | 1 (0,33%)    |
| ostali i nepoznato | 2 (0,65%)    |
| ukupno             | 306          |